# Основной резерв
Основно́й резе́рв (англ. Primary Reserve, фр. Première Réserve des Forces Canadiennes) — резерв Канадских вооружённых сил. Крупнейшая из четырёх составляющих резерва КВС, остальными тремя из которых являются дополнительный резерв, канадские рейнджеры и Служба профессиональной поддержки и обучения организаций курсантов (бывший командный состав инструкторов военных училищ)
На национальном уровне резерв представлен начальником резервов и курсантов, но не управляется им. Обычно начальник имеет звание генерал-майора или контр-адмирала.
Основной резерв включает в себя рядовых, матросов и пилотов, на постоянной основе тренирующихся по программе, аналогичной программе их коллег из регулярных вооружённых сил и которых не отправляют на операции или задания КВС. Каждый резерв оперативно и административно подчиняется соответствующему командованию; то есть Морское командование (военно-морской флот), Командование сухопутных войск (армия) и Авиационное командование (воздушные войска).
Основных резервистов насчитывается около 25 000 чел. (всех званий и служб). КВС проводит стратегию «суммарной силы», как это прописано в белых книгах об обороне 1987 и 1994 гг.: "резервисты должны тренироваться на постоянной основе по программе, аналогичной программе их коллег из регулярных вооружённых сил. Сложно переоценить значение резервов для поддержки операций КВС, особенно для отслеживания сокращений военного бюджета в 1990-е гг.